# Ешлі Твічелл
Ешлі Твічелл (англ. Ashley Twichell, 16 червня 1989) — американська плавчиня.
Чемпіонка світу з водних видів спорту 2011, 2017 років, призерка 2019 року.
Призерка Чемпіонату світу з плавання на короткій воді 2016 року.
Призерка Панамериканських ігор 2011 року.
Переможниця літньої Універсіади 2013 року.